# Apollo Theater (Berlino)
L'Apollo Theater era un'istituzione culturale specializzata in spettacoli leggeri, tra cui concerti e operette. L'edificio in cui aveva la sua sede fu costruito nel 1874 a Berlino-Kreuzberg, in Friedrichstraße 218.

## Storia

### I primi anni (1870)
Già nel 1870, durante il boom di sale da concerti, in questo luogo si offriva intrattenimento musicale, facendo conoscere il luogo al pubblico berlinese come luogo di piacere e intrattenimento ben prima dell'apertura dell'Apollo Theater. Nel 1874 fu costruita una sala, che consentiva il continuo delle attività durante tutto l'anno.

### Cambio di nome ripetuto

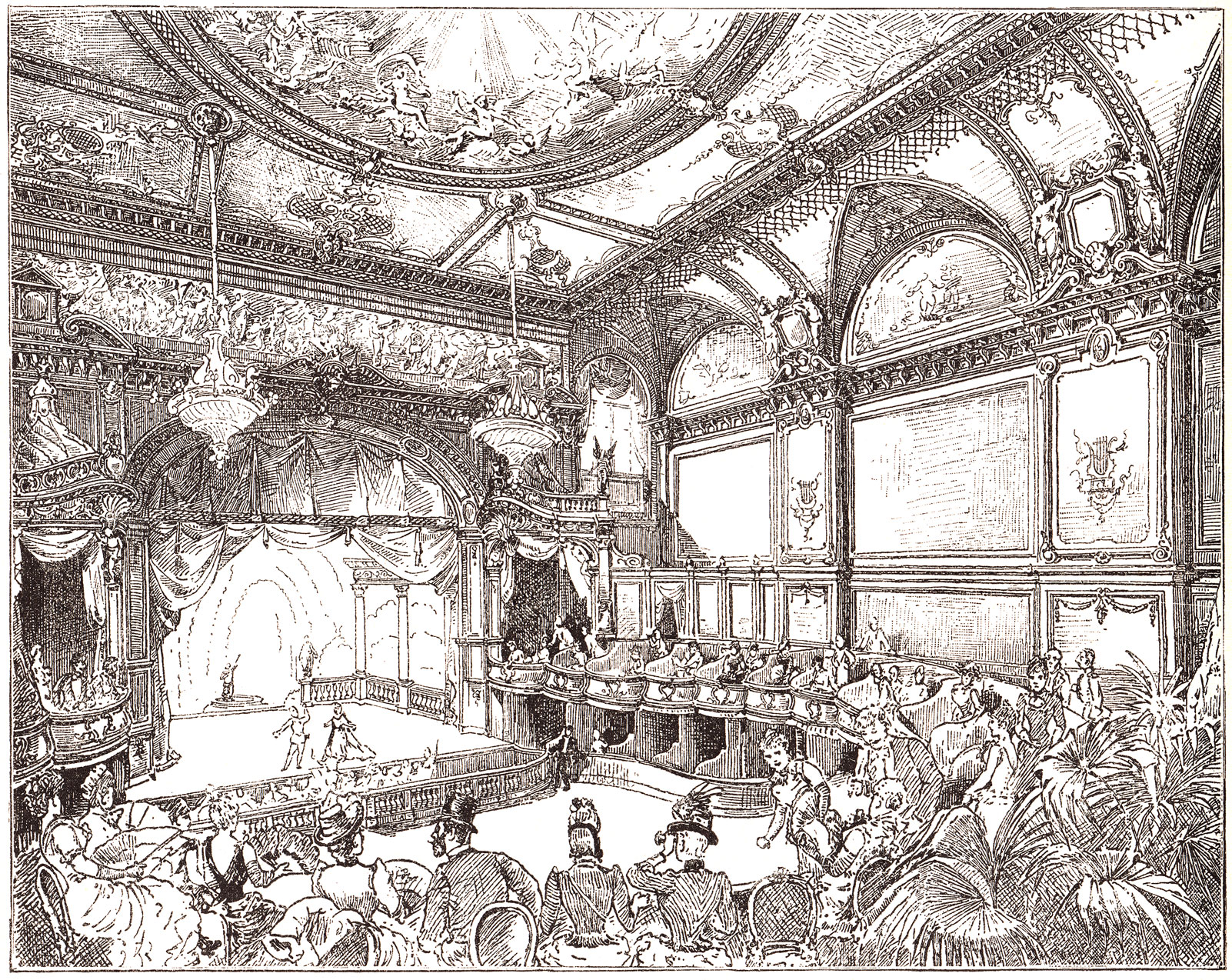
Vista interna del Teatro Concordia nel 1891.

Nel dicembre 1877, l'edificio, ora chiamato Olympia, fu utilizzato per spettacoli di varietà. Tuttavia, l'Olympia riuscì a sopravvivere solo per pochi mesi con questo programma. Nel 1878, l'istituzione culturale fu ribattezzata Berliner Flora e gli operatori tornarono all'intrattenimento musicale. Nella guida di viaggio del 1884, l'operatore A. F. Stein pubblicizzò il Berliner Flora come segue:
(A. F. Stein)
Il nuovo direttore, Adolf Düssel, riconvertì il teatro in un teatro di varietà nel 1884 e lo ribattezzò Concordia. Con musica e acrobazie, divenne successivamente uno dei luoghi di intrattenimento più prestigiosi di Berlino. Nel 1890, l'architetto Gustav Ebe trasformò il locale di intrattenimento in un teatro, con Jacques Glück che ne assunse la direzione. Aprì come Apollo Theater nel 1892 e inizialmente beneficiò della buona reputazione del Concordia. Le pubblicità lo descrivevano come un "teatro di prima classe specializzato con giardini magnificamente illuminati".

### Proiezioni di film, operette e concerti
A partire dal dicembre 1896, Oskar Messter iniziò a proiettare i suoi primi film al pubblico utilizzando il Kinetoscopio Messter. Le proiezioni cinematografiche si tennero regolarmente qui per i successivi dieci anni. Nel 1903, Messter presentò per la prima volta al pubblico il suo proiettore cinematografico, il Kosmografo, abbinato a un grammofono, all'Apollo Theater.
Nel 1893, Paul Lincke assunse l'incarico di Kapellmeister, inizialmente con un periodo di prova. Era responsabile dell'accompagnamento dei programmi di varietà con l'orchestra della casa, il che gli consentiva di dare libero sfogo alle sue fantasie musicali. Evidentemente sfruttò ampiamente questa opportunità, poiché la sua accattivante verve musicale e la sua sensibilità per le esecuzioni artistiche gli valsero presto la carica di Primo Kapellmeister.
Il 1º maggio 1899, l'operetta Frau Luna di Paul Lincke debuttò all'Apollo Theater. Anche Otto Reutter vi eseguì i suoi distici pubblicati e dal 1898 al 1900 diversi attori e attrici potevano essere visti lavorare in questo teatro.
Su questo palco vennero recitate le seguenti operette:
- Venere auf Erden (regia di Alfred Schmasov), operetta parodistica in un atto (6 giugno 1897 Berlino)
- Frau Luna (regia di Heinrich Bolten-Baeckers), operetta burlesca-fantastica in un atto (31 dicembre 1899, Berlino); diverse rielaborazioni; versione in due atti con numeri aggiuntivi dal Berliner Luft (1922, Berlino)
- Im Reiche des Indra (registi Alfred Schmasov e Leopold Ely), operetta comica in un atto (18 dicembre 1899); nuova versione (Hans Brennecke) in due atti (1926 Berlino)
- Fräulein Loreley (Heinrich Bolten-Baeckers), operetta in un atto (15 ottobre 1900)
- Lysistrata (registi Heinrich Bolten-Baeckers e Max Neumann), una fantastica operetta-burlesque in un atto (1 aprile 1902)
- Nakiris Hochzeit o Der Stern von Siam (Heinrich Bolten-Baeckers), operetta in due atti (6 novembre 1902, Berlino, Apollo Theater)
- Prinzeß Rosine (Heinrich Bolten-Baeckers), operetta in due atti (18 novembre 1905)

Nel programma erano presenti anche delle pantomime, come An Evening in an American Comedy Theatre. Nel 1905 il teatro aveva una capienza di 1.350 persone per ogni tipo di spettacolo.

## Cinema
Nel 1913, la società passò a un'attività puramente cinematografica , cosa che si dice si sia riflessa nell'aggiunta di Cines-Apollo al nome dell'istituzione. Tuttavia, l'elenco berlinese del 1915 elenca ancora l'Apollo Theater, così come l'Apollo Casino e il Teatro-Ristorante.

Nel 1920, la Apollo Theater Operating Company si trovava allo stesso indirizzo senza ulteriori filiali; l'immobile era ora di proprietà della Neue Boden Aktiengesellschaft. Negli anni successivi, l'edificio ebbe diversi nuovi proprietari e dal 1930 in poi non apparve più alcuna compagnia teatrale. Invece, subentrarono sei diverse compagnie cinematografiche: Cirepy-Film GmbH, Ines Internationale Filmgesellschaft, Ka-We-Film, Phöbus-Film AG, Star-Film GmbH e Zeit-Film GmbH. Molti film audaci e politicamente controversi ebbero le loro anteprime in questo piccolo cinema, ad esempio nel 1926.

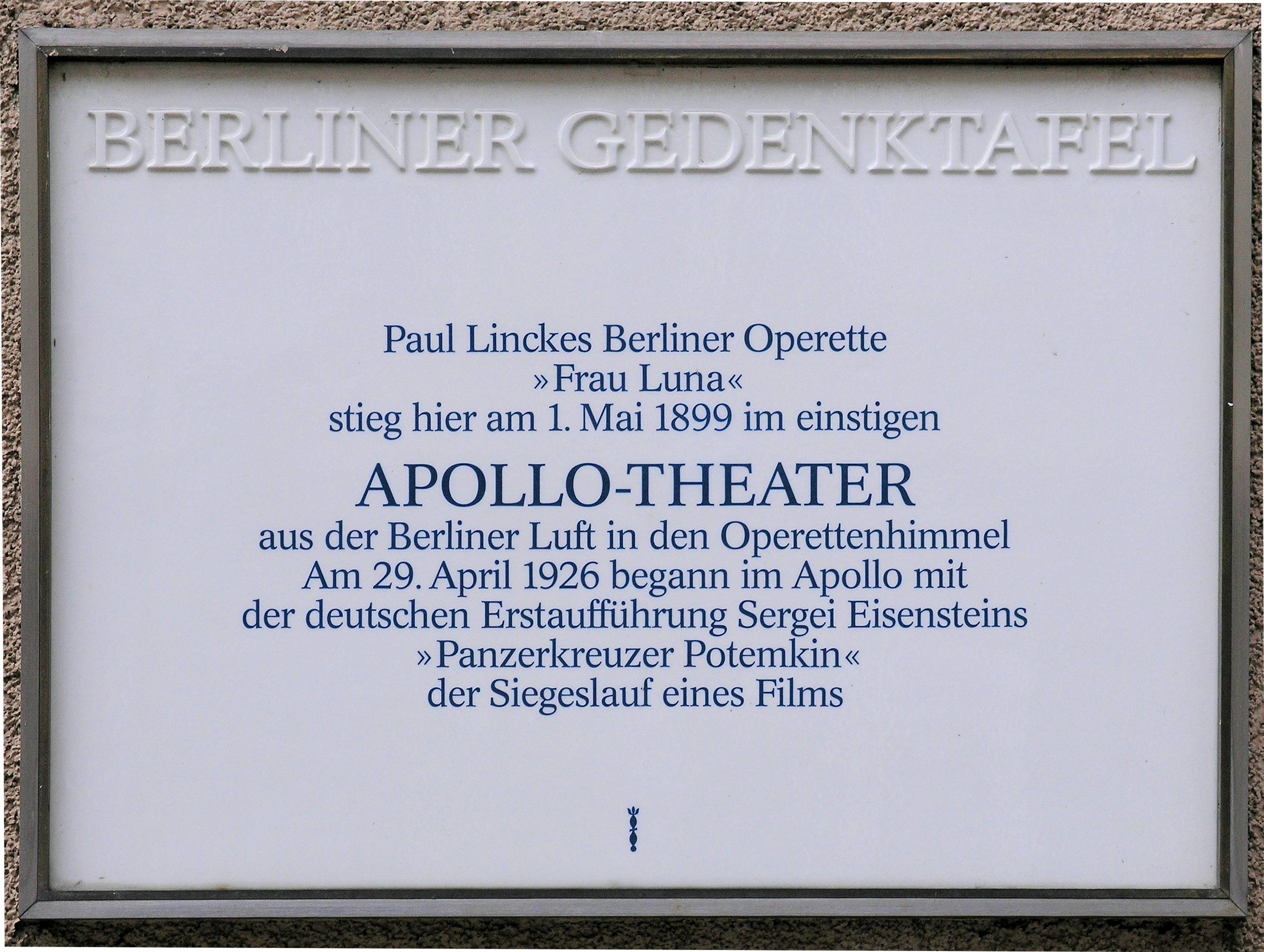
Targa commemorativa dell'Apollo Theatre in Friedrichstraße 218, Berlino-Kreuzberg.

### La fine
Nel 1930, il cinema fu chiuso e si dice che il teatro sia stato nuovamente utilizzato come palcoscenico per spettacoli di cabaret. Tuttavia, né su.
Anche negli anni successivi non esisteva più un teatro al numero 218 di Friedrichstraße, ma nel 1935, ad esempio, esistevano ancora società di noleggio, distribuzione e distribuzione di film.
Alla fine del XX secolo, il Senato di Berlino fece collocare una targa commemorativa del teatro dove si trovava la sua vecchia sede.

## Proprietari
- Adolf Düssel (1880–1890)
- J. Glück (1890–)
- James Klein (anni '20)